# Schoutedens gierzwaluw
Schoutedens gierzwaluw (Schoutedenapus schoutedeni) is een vogel uit de familie gierzwaluwen (Apodidae).  De vogel werd in 1960 door  Alexandre Prigogine geldig beschreven als Apus schoutedeni. In 1968 plaatste de Belgische museumbioloog A.E.M. De Roo deze gierzwaluw in een apart geslacht Schoutedenapus. Zowel de geslachtsnaam als het soortaanduiding van de wetenschappelijke naam verwijzen naar de Belgische ornitholoog Henri Schouteden.

## Beschrijving
Deze gierzwaluw lijkt sterk op de nauw verwante Shoa-gierzwaluw (S. myoptilus). In het veld is hij daarvan nauwelijks te onderscheiden. De Schoutedens gierzwaluw is 17 cm lang, donker gekleurd, lijkt in vlucht helemaal zwart en heeft een enigszins gevorkte staart.

## Leefgebied
Deze soort komt voor in berggebieden in het oosten van de Democratische Republiek Congo in de provincies Noord- en Zuid-Kivu op hoogten tussen 1000 en 1500 m, mogelijk zelfs hoger tot 2700 m boven de zeespiegel en rond het Edwardmeer. Dit gebied heeft ernstig te lijden van ontbossingen en politieke onrust, met honderdduizenden vluchtelingen uit naburige landen. 

## Soortstatus betwist
Volgens in 2019 gepubliceerd onderzoek is Schoutedens gierzwaluw geen aparte soort, maar betreft het de ondersoort   S. m. chapini van de Shoa-gierzwaluw uit oostelijk Congo-Kinshasa, Rwanda en zuidwestelijk Oeganda.